# NGC 6735
NGC 6735 – grupa gwiazd (być może gromada otwarta) znajdująca się w gwiazdozbiorze Orła, zgrupowana wokół jaśniejszej gwiazdy wielokrotnej pierwszego planu SAO 142915. Odkrył ją John Herschel 18 lipca 1827 roku. Znajduje się w odległości ok. 4800 lat świetlnych od Słońca oraz 23,9 tys. lat świetlnych od centrum Galaktyki.